# Aldington (Worcestershire)
Aldington – wieś w Anglii, w hrabstwie Worcestershire, w dystrykcie Wychavon. Leży 24 km na południowy wschód od miasta Worcester i 139 km na północny zachód od Londynu. Miejscowość liczy 232 mieszkańców.